# Brdo (Buje)
Pour les articles homonymes, voir Brdo.
Brdo (en italien : Collalto) est une localité de Croatie située en Istrie, dans la municipalité de Buje, dans le comitat d'Istrie. En 2001, la localité comptait 16 habitants.

## Démographie
| 1948 | 1953 | 1961 | 1971 | 1981 | 1991 | 2001 |
| ---- | ---- | ---- | ---- | ---- | ---- | ---- |
| 167  | 62   | 46   | 19   | 16   | 12   | 16   |